# Juan Andrade Blanco
Juan Antonio Andrade Blanco (Barcelona, 1980) es un historiador y profesor universitario español, especializado en la transición española.

## Trayectoria
Juan Andrade se licenció en Historia en 2003 en la Universidad de Extremadura. En 2010 obtuvo su doctorado en Historia Contemporánea en la misma universidad con la tesis titulada El PCE y el PSOE en (la) transición. Cambio político y evolución ideológica. En 2011 realizó su postdoctorado en el Cañada Blanch Centre de la Escuela de Economía de Londres.
En la actualidad es profesor de la Universidad de Extremadura y de la Universidad Complutense de Madrid.
Su investigación está centrada en la historia del siglo XX. Entre los temas que estudia están el pensamiento político, los movimientos sociales, los medios de comunicación y la izquierda política. Gran parte de su análisis está focalizado en la transición española, aunque también sobre la revolución rusa, el exilio republicano español o la España actual.

## Obra
Es autor de numerosos artículos y capítulos de libros. Entre ellos destacan:
- El PCE y el PSOE en (la) transición. La evolución ideológica de la izquierda durante el proceso de cambio político (2012).[7]

- Atraco a la memoria. Un recorrido histórico por la vida política de Julio Anguita (2015).[8]

- 1917. La revolución rusa cien años después (2017).[9]